# Партия белых пантер
Партия белых пантер (англ. White Panther Party) — североамериканская леворадикальная антирасистская организация, созданная в 1968 г. Лоуренсом Пламондоном и братьями Лени и Джоном Синклером, менеджером рок-группы MC5. Идею создания подобной партии высказал руководитель Чёрных пантер Хьюи Ньютон, в одном из интервью ответив на вопрос «Как белые могут поддержать Партию чёрных пантер?» — «Создать Партию белых пантер». «Наша программа — это рок-н-ролл, наркотики и секс на улицах. Это программа на освобождение всех и каждого. Мы дышим революцией. Мы — ведомые ЛСД маньяки всей вселенной. Рок-н-ролл — это остриё нашего боевого копья…». Формула «Секс, наркотики и рок-н-ролл» превратилась позже в символ контркультуры. Она и поныне пользуется массовым успехом, хотя воспринимается довольно поверхностно — как общий слоган протеста и свободы личности, несмотря на исходное значение, в котором делается упор на экстремизм и отсутствие морали.